# دين باريت
دين باريت (بالإنجليزية: Dean Barrett)‏ (1942)؛ روائي أمريكي.